# Route nationale 26 (Madagaskar)
Die Route nationale 26 (RN 26) ist eine 2,9 km lange Nationalstraße in der Region Vakinankaratra im Zentrum von Madagaskar. Sie zweigt in Ilempona von der RN 7 ab und führt in südöstlicher Richtung zur Stadt Antanifotsy.